# Legge di Grassmann (linguistica)

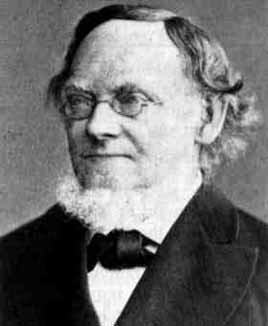
Hermann Grassmann, lo studioso che creò questa legge fonetica

La legge di Grassmann è una legge fonetica nota come "dissimilazione dell'aspirata iniziale" e definita per la prima volta nel 1863 dal linguista Hermann Grassmann (1809-1877), uno dei principali linguisti del suo tempo oltre che matematico, fisico ed editore.

## La legge
Così egli descrive un fenomeno diffuso in alcune lingue indoeuropee, e in particolare nei dialetti greci e nel sanscrito, relativo all'evoluzione delle occlusive aspirate dall'indeuropeo e databile in un'epoca anteriore alle testimonianze micenee (XIII-XII secolo a.C.).
Si tratta di un fenomeno di dissimilazione: in greco antico e sanscrito due aspirate in due sillabe successive si dissimilano, e la prima di conseguenza perde l'aspirazione, a meno che la seconda non l'abbia già perduta per qualche motivo specifico.
Per il greco antico la legge di Grassmann può essere scritta in questo modo:
Questo fenomeno spiega apparenti irregolarità in tali lingue, come per esempio verbi in cui il raddoppiamento del perfetto non presenti la stessa consonante: in greco abbiamo il verbo λύω (sciolgo) che al perfetto diventa λέλυκα (ho sciolto), e in sanscrito bodhāmi (so) diventa bubodha (ho saputo), regolarmente; invece il greco φύω (nasco) diventa πέφυκα (sono nato) e il sanscrito bhavāmi (sono) diventa babhūva (sono stato). Altri esempi si possono trovare anche nei sostantivi, tra i quali ad esempio il greco θρίξ (capello), in cui al genitivo la theta si trasforma in tau, con risultato τριχός. Tau permane negli altri casi eccetto al vocativo singolare (θρίξ, identico al nominativo) e al dativo plurale (θριξί), in cui la xi della seconda sillaba, essendo una consonante non aspirata, non viola la legge.
Esistono comunque delle eccezioni: ad esempio quando la seconda consonante aspirata è preceduta da una qualsiasi consonante (sia anche aspirata) la legge non è operante, per esempio in ἐθρέφθην (fui nutrito), aoristo passivo del verbo τρέφω. Inoltre in rari casi la dissimulazione può riguardare la seconda aspirata in luogo della prima come avviene di solito: ciò succede nell'imperativo aoristo passivo di seconda persona singolare, ad esempio λύθητι (sii sciolto tu).